# ГЭС Дербандикхан
ГЭС Дербандикхан — гидроэлектростанция в Иракском Курдистане. Находясь между ГЭС Дарьян (Иран, выше по течению) и ГЭС Хамрин, входит в состав каскада на реке Дияла, левом притоке Тигра (бассейн Персидского залива).
В 1956—1961 годах реку перекрыли каменно-накидной плотиной с глиняным ядром высотой 128 метров, длиной 535 метров и шириной по гребню 17 метров, которая нуждалась в 7,1 млн м3 материала. Она содержит водохранилище с площадью поверхности 113 км² и объёмом 3 млрд м3 (полезный объём 2,5 млрд м3), в котором допустимо колебание уровня в операционном режиме между отметками 434 и 484 метров НРМ.
Через два десятилетия после сооружения плотины её дополнили машинным залом гидроэлектростанции. К 1985-му здесь успели смонтировать одну турбину, однако наступление иранских войск помешало дальнейшему продолжению работ. Только после завершения ирано-иракской войны работы по сооружению ГЭС возобновились, в результате чего в 1990-м запустили первый агрегат, а в 1994-м добавили к нему ещё два. Впрочем, полноценной эксплуатации станции препятствовала неукомплектованность её трансформаторной площадки, которая когда-то была эвакуирована на случай захвата объекта иранцами. В итоге только после свержения Саддама Хусейна смогли провести работы по реабилитации станции, которые усложняли необходимость поиска комплектующих для трансформаторного оборудования, которое к тому времени было уже давно снято с производства.
В настоящее время погребальный машинный зал вмещает три турбины типа Фрэнсис мощностью 83 МВт, которые используют напор в 80 метров.